# Nova Vodolaha
Nova Vodolaha (ukrajinsky Нова Водолага, rusky Новая Водолага – Novaja Vodolaga) je sídlo městského typu v Charkovské oblasti na Ukrajině.

## Poloha a doprava
Nova Vodolaha leží na Vilchuvatce, pravém přítoku Mži v povodí Severního Doňce. Od Charkova, správního střediska oblasti, je Nova Vodolaha vzdálena přibližně třiapadesát kilometrů jihozápadně.
Přes obec prochází železnice z Merefy do Krasnohradu.

## Dějiny
První zmínka o osídlení je zde z roku 1572, ale obec za datum svého založení považuje rok 1675, kdy zde byla postavena tvrz. Od roku 1938 má status sídla městského typu.
Za druhé světové války byla Nova Vodolaha obsazeno 19. října 1941 německou armádou a dobyta zpět jednotkami Rudé armády 14. září 1943.